# Episteme schana
Episteme schana är en fjärilsart som beskrevs av Jordan 1912. Episteme schana ingår i släktet Episteme och familjen nattflyn. Inga underarter finns listade i Catalogue of Life.